# Мураховский, Виктор Иванович
Виктор Иванович Мураховский (род. 6 марта 1954, Саратов, РСФСР, СССР) — советский и российский военный и общественный деятель, полковник запаса, член Экспертного совета коллегии Военно-промышленной комиссии Российской Федерации, эксперт Российского совета по международным делам, эксперт «Изборского клуба», автор ряда книг и публикаций по информационным технологиям и военной тематике, главный редактор журнала «Арсенал Отечества», организатор издательства «Арсенал-пресс», обозреватель и эксперт в ряде центральных средств массовой информации: «Коммерсант», «Ведомости», «Аргументы и факты», «Военно-промышленный курьер», «Вечерняя Москва», «Взгляд», «Вести 24», «1 канал», LifeNews и других.
Как эксперт, Виктор Мураховский выступает в таком крупном западном СМИ, как государственная британская вещательная корпорация Би-би-си, разъясняя военную политику Российской Федерации.

## Биография
- 1954 год: родился в семье военнослужащего[4], ветерана Великой Отечественной войны[18].
- 1971 год: окончил физико-математическую школу № 13, г. Саратов.
- 1971—1975 год: прошёл обучение в Казанском высшем танковом командном Краснознамённом училище.
- служил на должностях командира танкового взвода и роты в 98-м гвардейском танковом Алленштайнском Краснознамённом орденов Суворова и Александра Невского полку 1-й танковой Инстербургской Краснознамённой дивизии 11-й гвардейской армии (Мамоново, Калининградская область, Прибалтийский военный округ).
- далее на должностях командира танковой роты и начальника штаба батальона проходил службу в 10-й гвардейской Уральско-Львовской добровольческой танковой дивизии (Крампнитц, Потсдам, Альтенграбов) и 7-й гвардейской танковой дивизии (Рослау) в Группе советских войск в Германии.
- 1978 год: как военный специалист участвовал в боевых действиях в Эфиопии против Сомали[19].
- 1984—1987 год: прошёл обучение в Военной академии бронетанковых войск им. Р. Я. Малиновского, по окончании был направлен на должность командира танкового батальона в танковый полк мотострелковой дивизии (Тоцкое, Оренбургская область).
- 1988 год: в ходе конкурсного отбора поступил на должность старшего научного сотрудника отдела теории и практики общевойскового боя журнала Министерства обороны «Военный вестник».
- 1990 год: окончил факультет журналистики Московского государственного университета имени М. В. Ломоносова[20].
- 1997 год: уволился из вооружённых сил в запас в звании полковник.

## Награды
- Медаль ордена «За заслуги перед Отечеством» II степени (21.08.2020) - за заслуги в развитии отечественной журналистики, высокий профессионализм и многолетнюю плодотворную работу[21].

## Высказывания в СМИ
После авиакатастрофы 8 января 2020 года в Тегеране дал интервью РенТВ в котором отверг версию Канады о попадании ракеты в украинский Boeing в Тегеране. Уже через 2 дня после этого Иран официально признал, что самолёт был сбит ракетой ПВО.

## Публикации
- Мураховский В. И., Федосеев С. Л. Оружие пехоты. Справочник. — М., 1997. — 400 с. — ISBN 5-85139-001-8.
- Мураховский В. И., Павлов М. В., Сафонов Б. С. и др. Современные танки. — М., 1995. — 320 с. — ISBN 5-85139-016-6.
- Курков Б. А., Мураховский В. И., Сафонов Б. С. и др. Основные боевые танки / Под ред. Сафонова и Мураховского. — М.: АРСЕНАЛ-ПРЕСС, 1993. — 192 с. — ISBN 5-85 139-004-2.
- Мураховский В. И., Костин А. Н. Россия как импортер вооружений: вызовы и возможности. Центр стратегической конъюнктуры (11 декабря 2012). Дата обращения: 5 апреля 2016.
- Мураховский В. И., Компьютерная графика. Популярная энциклопедия. — М., 2002. — 640 с. — ISBN 5-94464-030-8[23].
- В. Мураховский, С. Симонович, Большая книга цифровой фотографии. — М., 2006. — 320 с., — ISBN 978-5-91180-080-2[24].
- Мураховский В. Роботанки и танкоботы: когда ждать? // Армейский сборник : Научно-методический журнал МО РФ. — М.: Редакционно-издательский центр МО РФ, 2016. — № 01. — С. 7-11. — ISSN 1560-036X.